# بيبوري
بيبوري قرية وأبرشية مدنية في جلوسيستر شاير وإنجلترا.

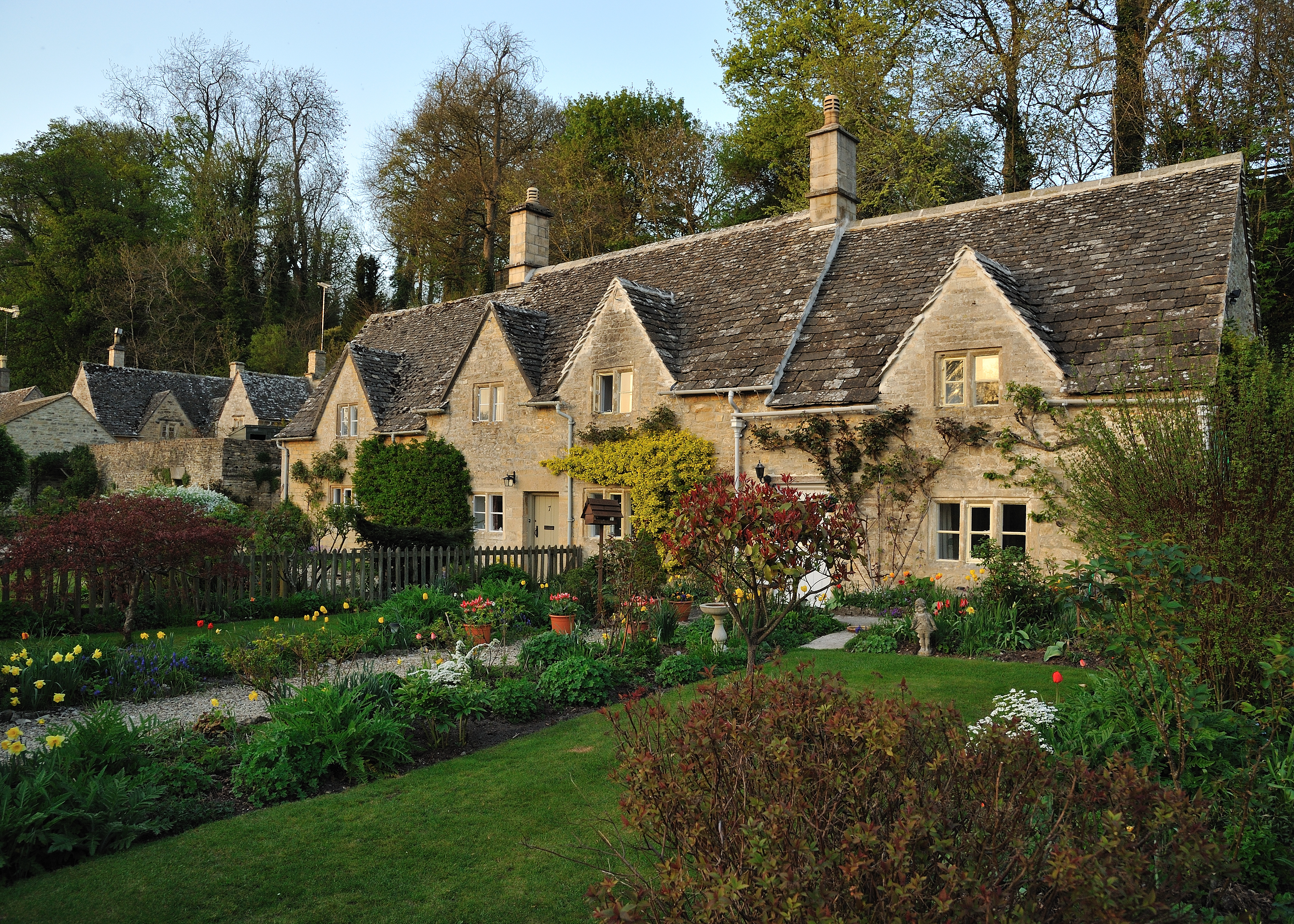
أكواخ في بيبوري

 وتقع على ضفتي نهر كولون والذي ينساب في نفس منطقة كوتسوولد، وهو أحد روافد نهر التايمز. وتقع القرية على بعد 6,5 أميال (10,5كم) شمال شرق سيرنسيستر وهنا توجد أولينغتون رو، وهي منطقة محمية وطنية معمارية ومصورة داخل غلاف جميع جوازات السفر الخاصة بالمملكة المتحدة. وتعتبر أيضا وجهة رئيسة للسياح لزيارة القرى الريفية القديمة، أكشاش الشاي وكذلك الكثير من المباني المزخرفة المحمية الموجودة في منطقة كوتسوولد. طبقا لذلك فهي تعتبر واحدة من ستة أماكن في الدولة تشكلت في أوروبا الصغرى وبروسيلز.

## التاريخ

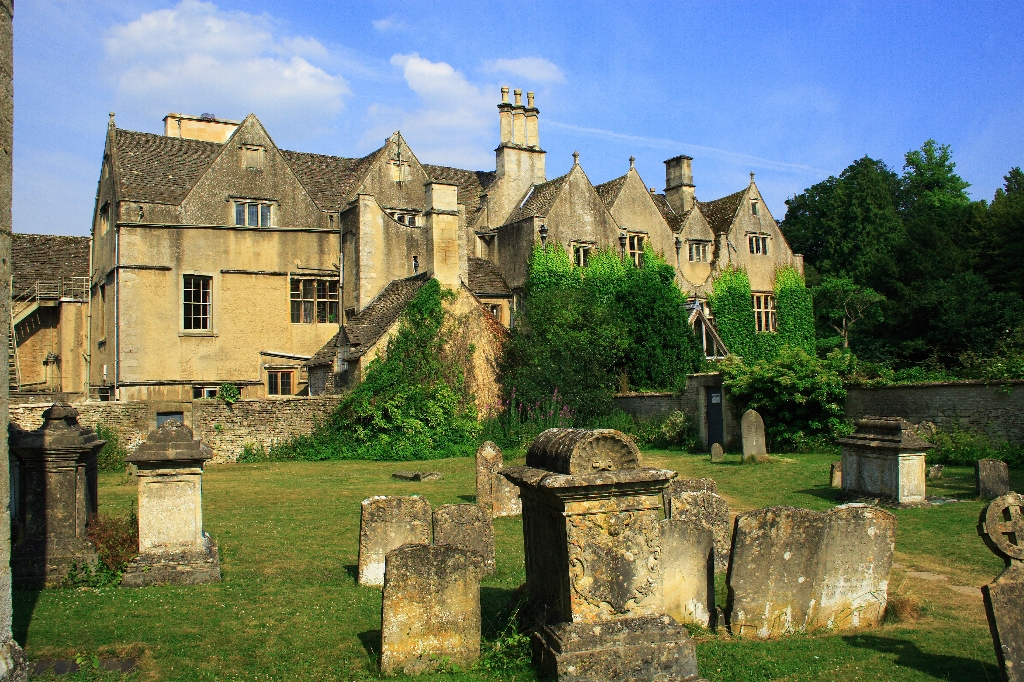
محكمة بيبوري بُنيت عام 1633م

يسمى هذا المكان في كتاب دومس داي (1086) والذي يسجل مسح شامل تحت قيادة الفاتح وليام «بيشيبري» ويسجل أن الأراضي والكنيسة في بيبوري كانتا تحت إدارة (قيادة) السيناتور ماري برايوري في وورسيستر، والتي انتقلت منها عام 1130 إلى ديرأوسني قرب اكسفورد وظلت تحت لواء الدير حتى تفككها في عام 1540.
الكنيسة الأبرشية بانجلترا هي كنيسة القديسة ماري (السيدة مريم) والتي أصبحت مؤخرا«ساكسونية» مع جميع ملحقاتها والتي وضعت كصف أول من ضمن أهم ثلاث فصائل معمارية تراثية. مكونها الرئيسي هو الحصى ومصفوفة من الحجر الجيري مع سقف صخري داكن اللون، وهي مكونه من ساحة الكنيسة مع ممرات بالشمال والجنوب وشرفة جنوبية ومحراب الهيكل وبرج ومداخل مقوسة. منذ عام 1130 وحتى الإصلاح الإنجليزي والذي تم خلال القرن السادس عشر كانت الكنيسة تتبع طائفة خاصه بدير أوسني في اوكسفورد، وبجوار الكنيسة توجد المدرسة الابتدائية للقرية والتي بنيت خلال عام 1850, والمدرسة الآن لديها ثلاثون طالب تقريبا في فصلين. في أولينغتون والتي تقع على الجانب الغربي من القرية توجد كنيسة أولينغتون بابتيست حيث يتقابل حشود رجال الدين منذ أعوام 1740 , وفي نهايات القرن التاسع عشر روى (حكى) جورج ويتس عن اكتشاف الفيلا الرومانية قائلا: انه في عام 1880 اكتشفت فيلا رومانية بالصدفة في أبراشية بيبوري والتي تقع على بعد حوالي ستة أميال شمال شرق سيرنسيستر. قد وجدت بعض الأواني الفخارية والعملات والبقايا الاثرية والأرصفة الفسيفائية، ولكن لم يحدث تفسير ولم يعطى أي وصف للمبنى. ويملأ الموقع منحدر ملتوي صغير للجسر على الجانب من بيبوري. تتكون قرية بيبوري على الجانب الشرقي من قرابة أربعين منزلا وشركة ومباني منها اثنان من الفنادق المهمة.

## مناطق جذب الزائـرين
أطلق وليام موريس فنان ومحترف القرن التاسع عشر على بيبوري لقب أجمل قرية في إنجلترا عندما زارها. تعرف القرية بأكواخها الحجرية الملونة بألوان القرن السابع عشر العسلية ذات الأسقف المتدرجة والتي سكن بها ذات يوم النساجين الذين حاكوا الأقمشة حتى ملئت طاحونة أولينغتون القريبة، وهذا المبنى أيضا استضاف متحف أولينغتون ميل وبه مجموعة من الملابس ذلك الوقت من الثمانيات من القرن العشرين وقبل أن يتحول إلى بيت بارنسلي. وتعتبر الطاحونة الآن سكنا خاصا. يعرف المكان الذي يعلق به الصوف لتجفيفه بعد غسلة في أولينغتون باسم (راك آيل)، وذلك المنحدر المائي والمنطقة الرطبة والتي تفيض وتحيط بها المياه من ثلاث جهات يعتبر سكن هام للنباتات والطيور المحبة للماء مثل البط والطير المائي وهو في نفس الوقت محمية دولية للأوزت البرية.
يتردد السائحون اليابانيون خاصتا على بيبوري، وتلك مساهمة كبيرة ترجع إلى الإمبراطور هيروهيتو والذي مكث بالقرية اثناء جولتة الأوروبية. يعتبر أكبر مبنى في بيبوري هو محكمة بيبوري والتي بنييت عام 1633 على الطراز المعماري الجاكوبي، والمبنى مصنف من الفئة الأولى وهو الآن فندقا. كان المبنى في السابق سكنا للورد شيربورن حتى عام 2008 عندما اشتراه جونليستر كطاحونه لدقيق عضوي. يوجد بالقرية ملعب تنس منحدر ومنه يتحول الطريق الرئيسي إلى شمال غرب قرب الكنيسة وفندق وملعب بيبوري. بنيت أكواخ أولينغتون رو الرائعة كمحل صوف رهباني وحول المبنى إلى صف من الأكواخ للنساجون في الفرن السابع عشر، ويرسل القماش الذي ينتج هناك إلى أولينغتون ميل (طاحونة أولينغتون). تعتبر أولينغتون رو منطقة جذب للزوار وهي واحده من أكثر المشاهد المصورة ومحفوظة من الكلية الملكية للفنون. وقد استخدم كفيلم وكموقع تليفويوني يذكر في يوميات لستاردست وبريدجيت جونز.

## الجغرافيا
ينساب نهر الكولن المتفرع من نهر التايمز في الوادي المنحدر في جوانب التايمز باتجاه جنوب شرق، وهو ينساب طولا بوسط شارع بيبوري الرئيسي والذي ينعطف في نفس الاتجاه لتحقيق الغرض نفسه، وكلا الجانبين له التركيز نفسه ونفس معدل التطور فكل تطور لكل ضفة يقع في المنطقة المحمية ل بيبوري والتي تحتوي على منطقة ثاقبة لملاك المباني والزوار. الأبرشية تقريبا مستطيلة الشكل وتمتد بعيدا إلى الشمال المرتفع المتدحرج وتشمل على مستوطنة نائية وهو ابلنغتون في الوادي العلوي. تقع مزرعة بيري على بعد 300 متر من القرية وترتفع ب 151 متر ما يمثل ارتفاع متشابه في اتجاه الشمال. يرتفع الجنوب بحد أقصى 141 متر فوق المحيط بطول شارع أكمان الروماني قبل الصعود إلى أراضي بعيدة أكثر. وقاع الوادي بداخل حدود بيبوري الشمالية الغربية والجنوبية الغربية يتراوح من108 م إلى 98 متر.
تمد مزرعة بيبوري تروت نهر الكولن بمحاذاه بيبور سبنرق، والتي تأسست في عام 1902 على يد عالم الطبيعة الشهر آرثر سيفيرن ولكي تندمج الأنهار والينابيع المحلية مع «براون تروت». وارتفع معدل تفريخ السمك حتى سته ملايين بويضه سمكة تروت (السنمون) كل عام.

## الثقافة
كان أول نادي لسباق الخيل هو نادي بيبوري الذي تشكل في عام 1681 وعقد أول سباق في ماكارونيداونز فوق القرية حتى أولئل القرن العشرين.

## سكان بارزين
في عام 2000 نصب دانيال برينان وكان قاضي ومحامي في المحاكم العليا وكان تعيينه في تلك المنطقة والتي هي مسقط راسه.